# Ola Nilsson (fotbollsspelare)
Ola Nilsson, född 22 augusti 1973, är en svensk före detta fotbollsspelare som tillbringade hela sin seniorkarriär i Helsingborgs IF.

## Karriär
Nilsson värvades som 17-åring från Ifö/Bromölla IF till Helsingborgs IF av klubbens dåvarande tränare Bo Nilsson.
1994 blev han utsedd till årets HIF:are.